# چاندو موندتی
چاندو موندتی کارگردان و فیلمنامه‌نویس هندی است که در سینمای تلوگو فعالیت می‌کند. از فیلم‌های موفق او می‌توان به کارتیکیا (۲۰۱۴)، عشق (۲۰۱۶)، کارتیکیا ۲ (۲۰۲۲) و تاندل (۲۰۲۵) اشاره کرد. او در جشنواره‌های جایزه ملی فیلم و جایزه ناندی، برنده جایزه شده است.

## فیلم‌شناسی
| سال  | نام فیلم         | کارگردان | نویسنده | منبع  |
| ---- | ---------------- | -------- | ------- | ----- |
| ۲۰۱۴ | کارتیکیا         | آری      | آری     |       |
| ۲۰۱۵ | سوریا علیه سوریا | نه       | دیالوگ  |       |
| ۲۰۱۶ | عشق              | آری      | آری     | [ ۲ ] |
| ۲۰۱۸ | کیراک پارتی      | نه       | دیالوگ  | [ ۳ ] |
| ۲۰۱۸ | دست قدرت         | آری      | آری     | [ ۴ ] |
| ۲۰۲۲ | مری خونین        | آری      | آری     |       |
| ۲۰۲۲ | کارتیکیا ۲       | آری      | آری     |       |
| ۲۰۲۵ | تاندل            | آری      | آری     | [ ۵ ] |

## جوایز و نامزدی‌ها
| جایزه                         | سال  | بخش                          | فیلم       | نتیجه    | منبع. |
| ----------------------------- | ---- | ---------------------------- | ---------- | -------- | ----- |
| جایزه فیلم‌فیر جنوب            | ۲۰۱۵ | بهترین کارگردان - تلوگو      | کارتیکیا   | نامزدشده |       |
| آی‌آی‌اف‌اِی اُتساوام              | ۲۰۱۶ | بهترین کارگردان - تلوگو      | کارتیکیا   | نامزدشده |       |
| جایزه ناندی                   | ۲۰۱۴ | بهترین فیلم اول کارگردان     | کارتیکیا   | برنده    | [ ۶ ] |
| جوایز فیلم ملی                | ۲۰۲۴ | بهترین فیلم بلند تلوگو       | کارتیکیا ۲ | برنده    | [ ۷ ] |
| جوایز فیلم ببن‌المللی جنوب هند | ۲۰۱۵ | بهترین کارگردانی اول – تلوگو | کارتیکیا   | نامزدشده |       |
| جوایز فیلم ببن‌المللی جنوب هند | ۲۰۲۳ | بهترین کارگردان – تلوگو      | کارتیکیا ۲ | نامزدشده | [ ۸ ] |
| جوایز فیلم ببن‌المللی جنوب هند | ۲۰۲۳ | هیجان سال                    | کارتیکیا ۲ | برنده    | [ ۸ ] |